# Клерф
Клерф (люкс. Klierf, фр. Clerve) — река в Люксембурге. Около Каутенбаха соединяется с рекой Вильц. Клерф протекает через Труавьерж и Клерво.
Длина реки — 48 км, площадь бассейна — 222 км².

## Достопримечательности
В деревне Эншеранге, расположенной выше по течению от Клерво, находится действующая водяная мельница, существующая с 1334 года. Она является единственной работающей водяной мельницей в Эслинге.

## Галерея

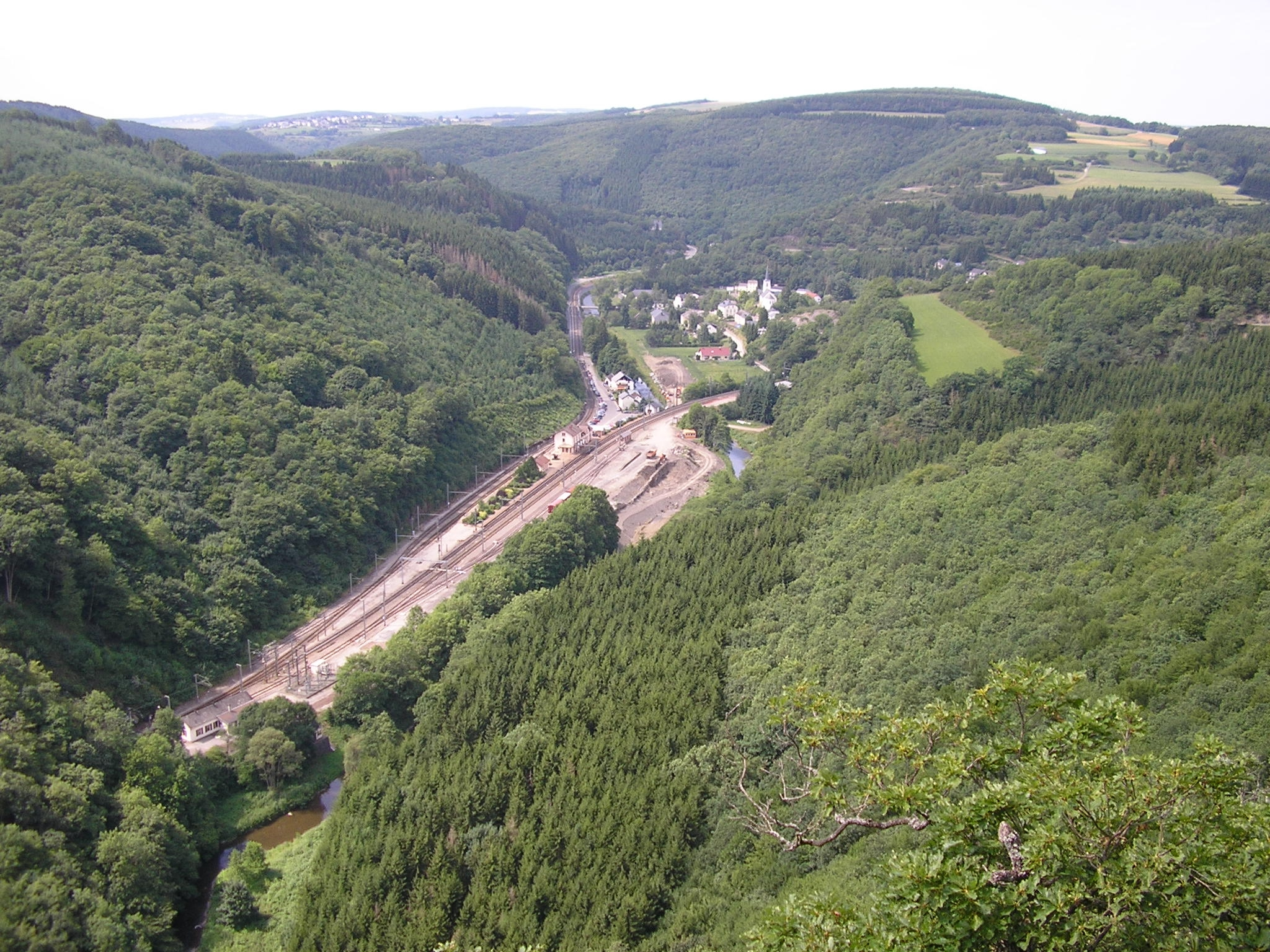
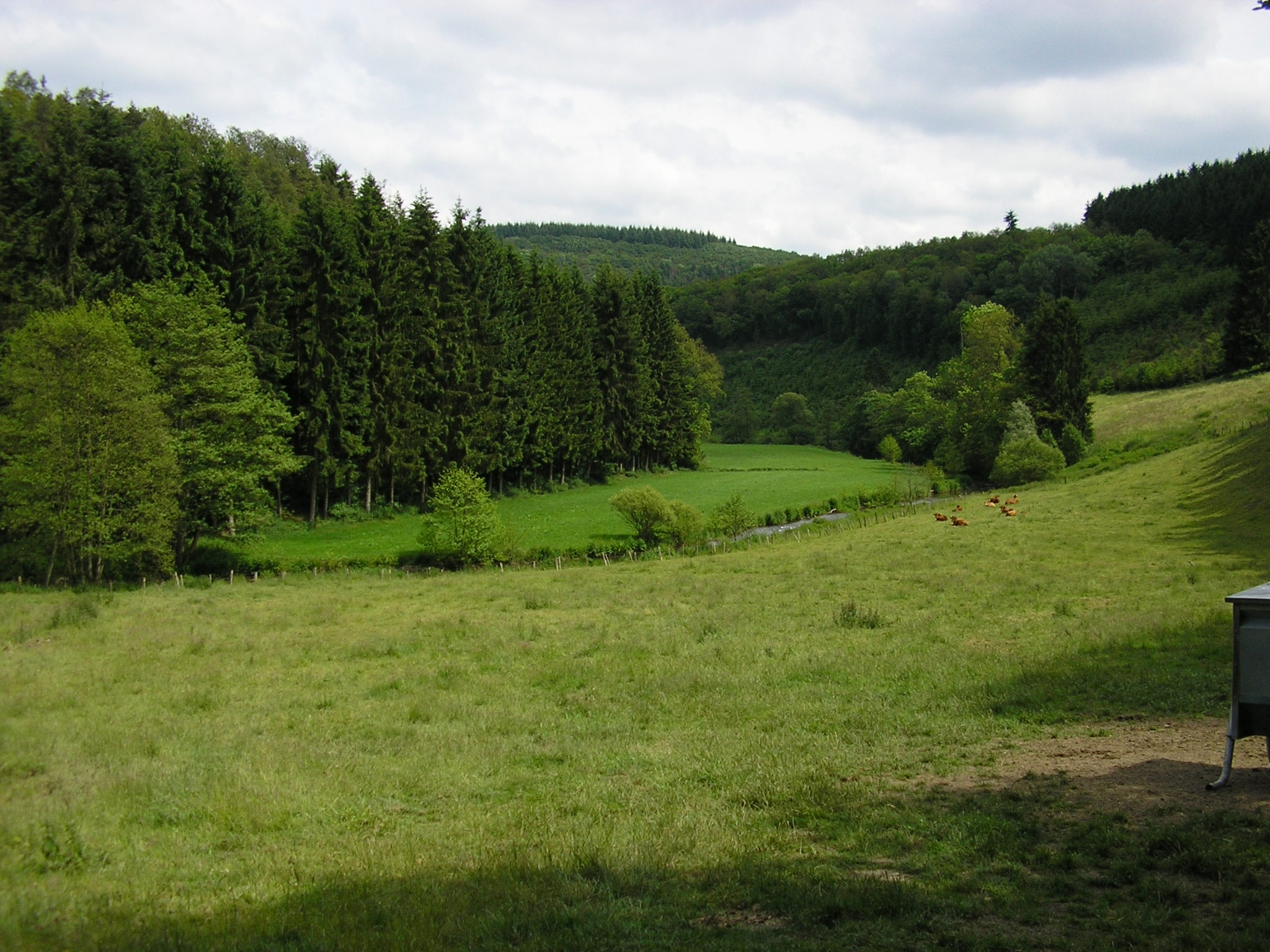
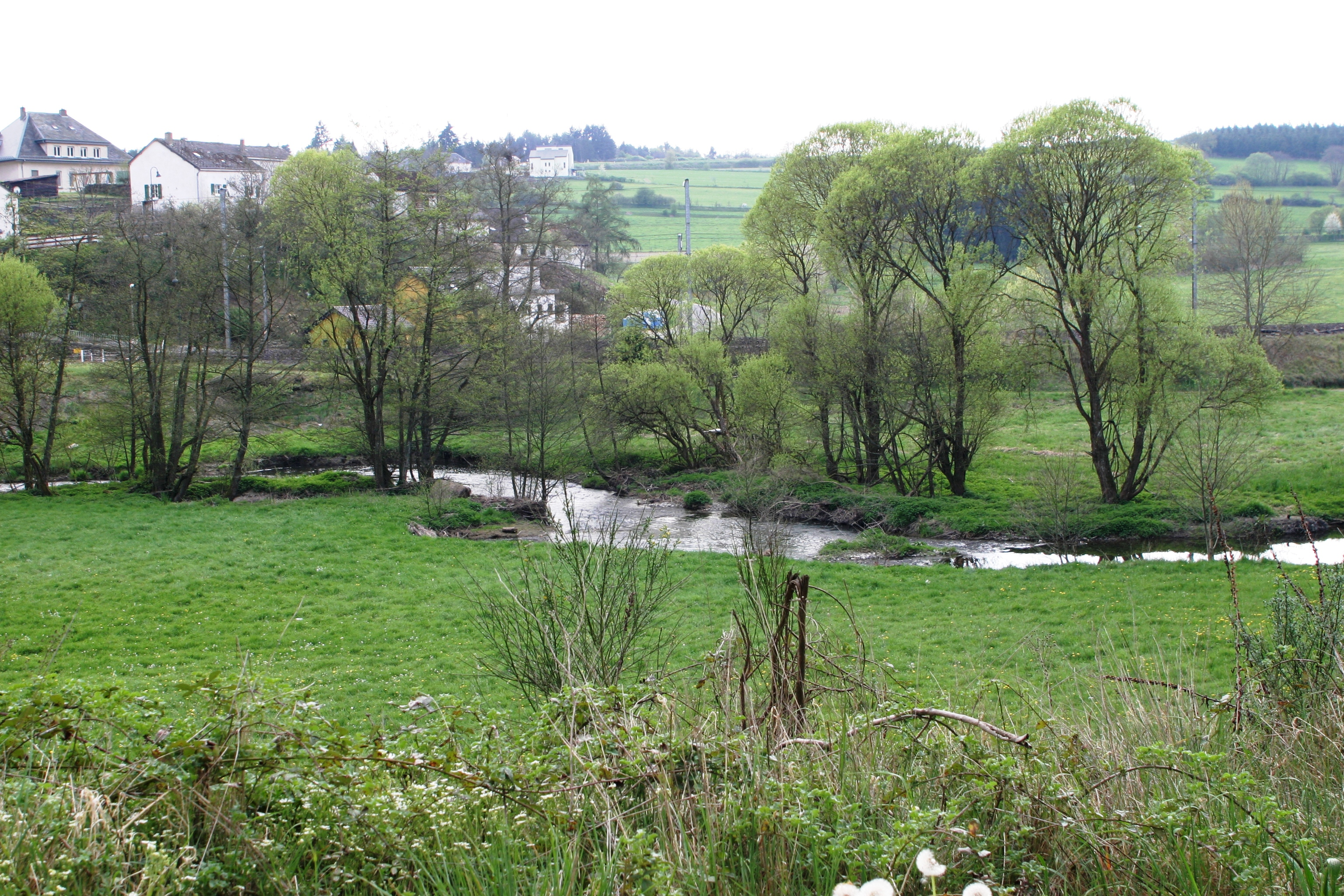